# Islam en Érythrée

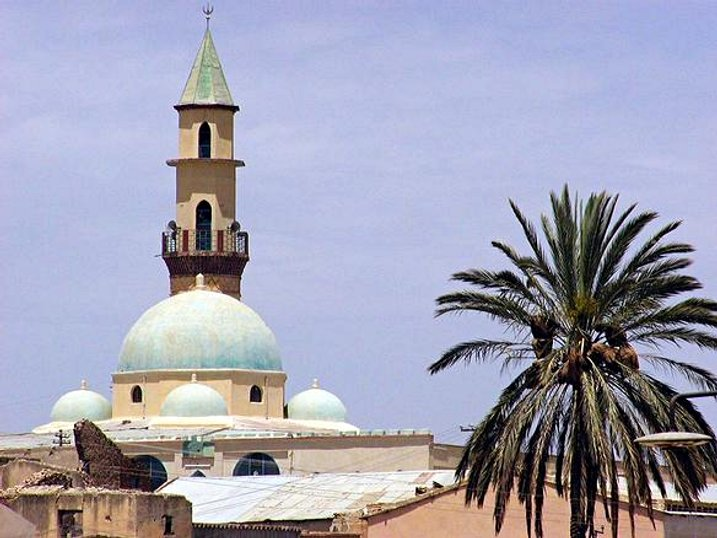
Une mosquée à Keren, une ville du centre du pays à forte population musulmane

En Érythrée, l'islam est l'une des quatre religions reconnues par l'État avec l'Église érythréenne orthodoxe, l'Église catholique et l'Église évangélique luthérienne. Le nombre de musulmans érythréens fait l'objet d'estimations diverses. Ils représenteraient 36, 5 %, 45 %, ou 50 % de la population. La quasi-totalité pratiquent l'islam sunnite de rite chaféite.

## Histoire
L'Érythrée entretient des relations commerciales et culturelles avec la péninsule Arabique depuis plusieurs millénaires. En 615, alors que l'islam apparu à La Mecque depuis deux ans est mal perçu par la tribu dominante des quraïches, le neveu de Mahomet, Othman, trouve refuge en Abyssinie avec d'autres disciples en passant par l'Érythrée,. Après l'avènement de l'Islam, au VIIe siècle, les musulmans occupent le littoral et les îles de la mer Rouge, mais les plateaux de l'intérieur restent chrétiens. Au Xe siècle, les régions musulmanes de la côte paient un tribut au negus chrétien d'Éthiopie.
À partir de 1527, l'imam Ahmed Gragne entreprend depuis Harar la conquête du royaume chrétien d'Éthiopie. Après des succès initiaux, il est vaincu et tué en 1543 par les troupes éthiopiennes assistés des Portugais de Jean de Gama, fils de Vasco de Gama.
À partir de 1557 l'influence musulmane se développe sur les côtes : le sultan ottoman Soliman le Magnifique occupe Massawa, Arkiko et Debarwa, renversant momentanément le bahr negus Yeshaq. Après plusieurs jeux d'alliances[Lesquels ?], les Ottomans obtiennent la maîtrise du port de Massawa en 1578.

## Les groupes musulmans
Les musulmans d'Érythrée sont nombreux dans les espaces littoraux et à l'Est, alors que les chrétiens vivent plutôt sur les plateaux. Il existe aussi des  communautés musulmanes dans le Nord-Ouest, près du Soudan. Ils se répartissent parmi les différentes langues du pays (tigriña, saho, afar, beja et bilen (agäw).